# Porta Latina
De Porta Latina is een stadspoort in de Aureliaanse Muur in Rome.

## Weg
Door deze poort ging de Via Latina, een oude Romeinse weg die naar de regio Campanië liep. De Via Latina is na de bouw van de Aureliaanse Muur nooit echt een belangrijke weg geweest en de Porta Latina was daarom in sommige tijden gesloten.

## Geschiedenis
De oorspronkelijke poort werd tussen 270 en 280 gebouwd door Keizer Aurelianus. Van deze poort is niet veel meer bekend. De huidige poort stamt uit de tijd van Keizer Honorius, die in 401 grote verbeteringen in de Aureliaanse Muur liet aanbrengen. De oorspronkelijke enkele doorgang was te groot en werd om veiligheidsredenen verkleind. De poort werd met een verdieping verhoogd en aan de buitenzijde bekleed met travertijn om de bakstenen constructie te verstevigen. Boven de doorgang werd een galerij met vijf ramen in het travertijn gemaakt, een zesde raam is nog in het baksteen ernaast geplaatst. In deze tijd zijn ook de twee halfronde torens gebouwd en de kantelen op de poort geplaatst.
In de 6e eeuw liet de Byzantijnse generaal Belisarius de Porta Latina nog verder verstevigen tijdens het beleg van de Ostrogoten. De linker toren is in de 12e eeuw herbouwd. Dit is nog goed te zien aan de afwijkende stenen en bouwstijl. De poort is goed bewaard gebeleven. Door het weinige verkeer in de buurt is het niet nodig geweest extra openingen in de Aureliaanse Muur te maken, zoals op veel andere plaatsen wel gedaan is.

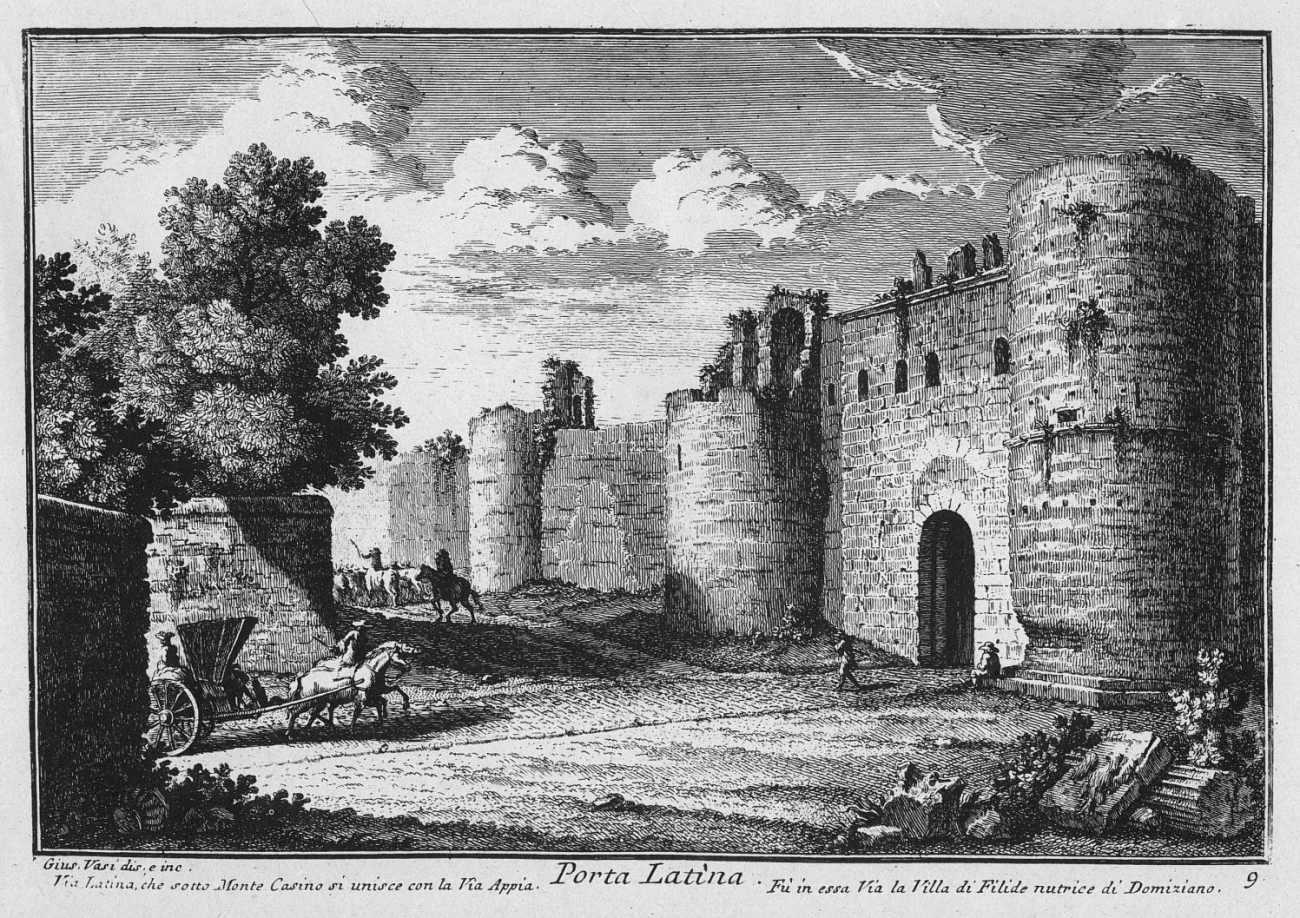
Porta Latina, tekening van Giussepe Vasi rond 1750

## De legende van de marteling van Johannes
Een legende over de marteling van de Apostel Johannes speelt zich af in de buurt van de Porta Latina, die echter in de 1e eeuw nog niet bestond. De legende is beschreven door Tertullianus. In 95, tijdens het bewind van keizer Domitianus, werd Johannes gearresteerd en vanuit Efeze naar Rome gebracht. Hij moest terechtstaan op beschuldiging van het ondermijnen van de Romeinse staatsreligie. Voor de Porta Latina werd hij, in aanwezigheid van de Keizer en de senaat, in een vat kokende olie geworpen. Hij kwam hier echter op wonderbaarlijke wijze geheel ongeschonden weer uit. Hierop werd hij door Domitianus verbannen naar het eiland Patmos. Door zijn redding uit de kokende olie is Johannes de enige Apostel die niet de marteldood is gestorven. Om deze legende te herdenken is in de 5e eeuw vlak bij de poort de kerk San Giovanni a Porta Latina (Sint Johannes bij de Porta Latina) gesticht. Vlak achter de poort staat ook nog de kleine kapel San Giovanni in Oleo. Deze is gebouwd in 1509, op de plaats waar volgens de legende zou Johannes werd gemarteld.

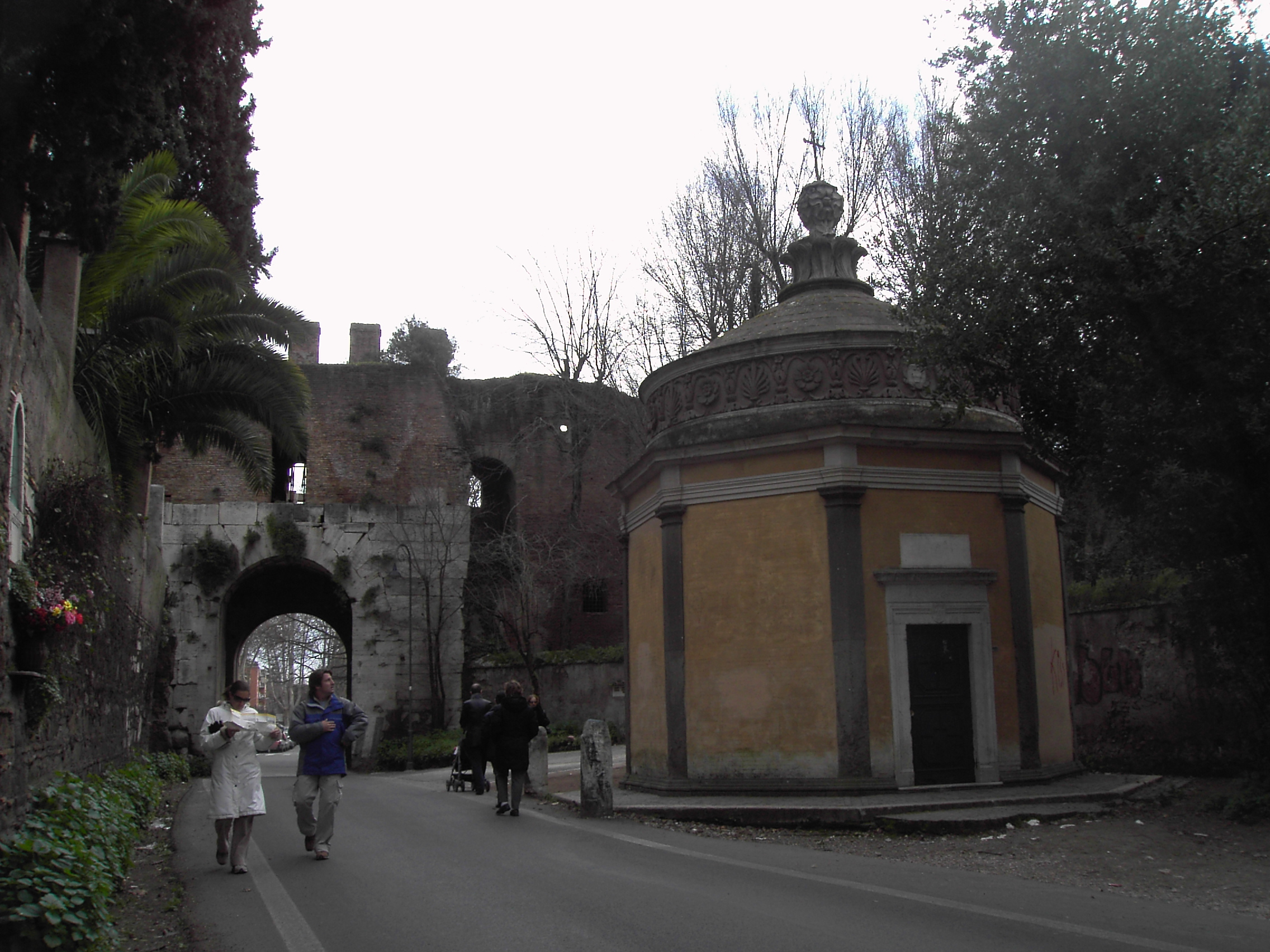
De binnenzijde van Porta Latina met de kapel San Giovanni in Oleo

## Trivia
- Op de sluitsteen boven de voorzijde van de poort is een christelijk monogram gegraveerd. Aan de achterzijde bevindt zich een ander Christelijk teken. Keizer Honorius was een zeer religieus man.

## Afbeeldingen

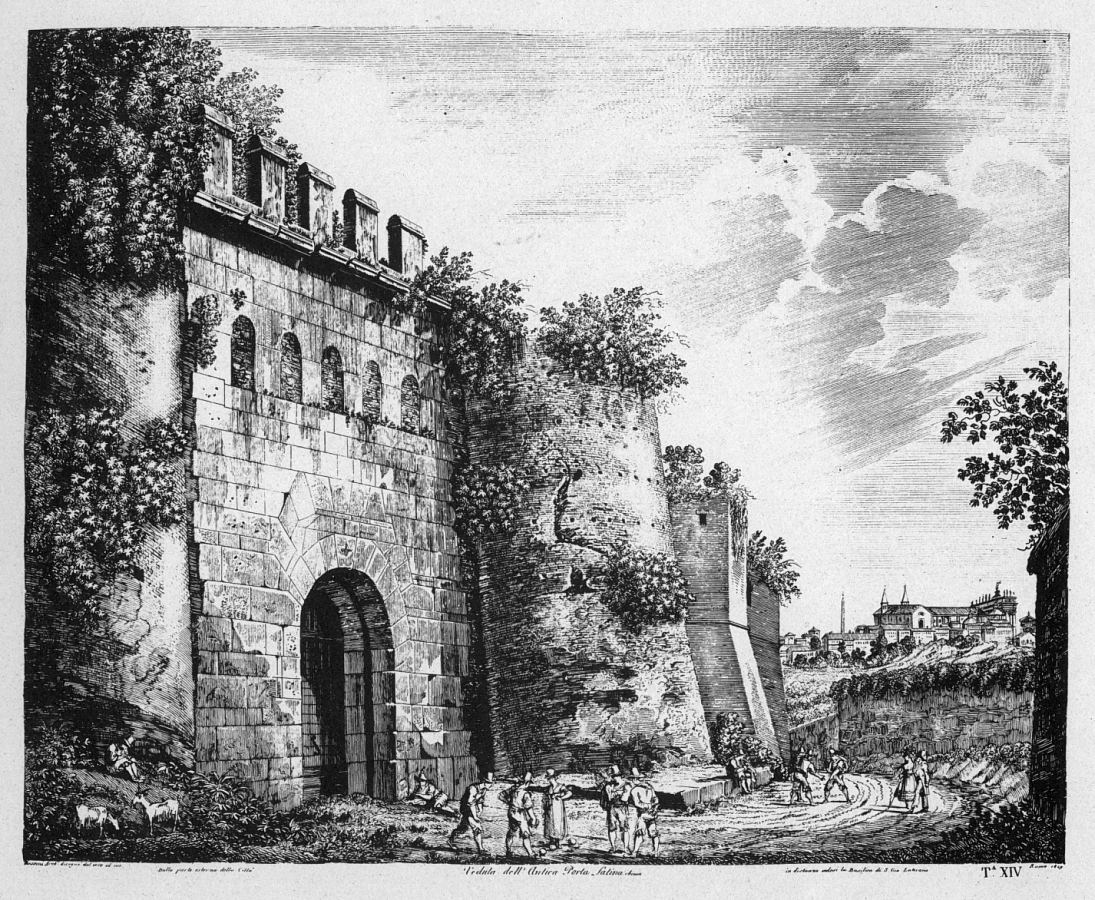
Porta Latina, tekening van Rossini begin 18e eeuw
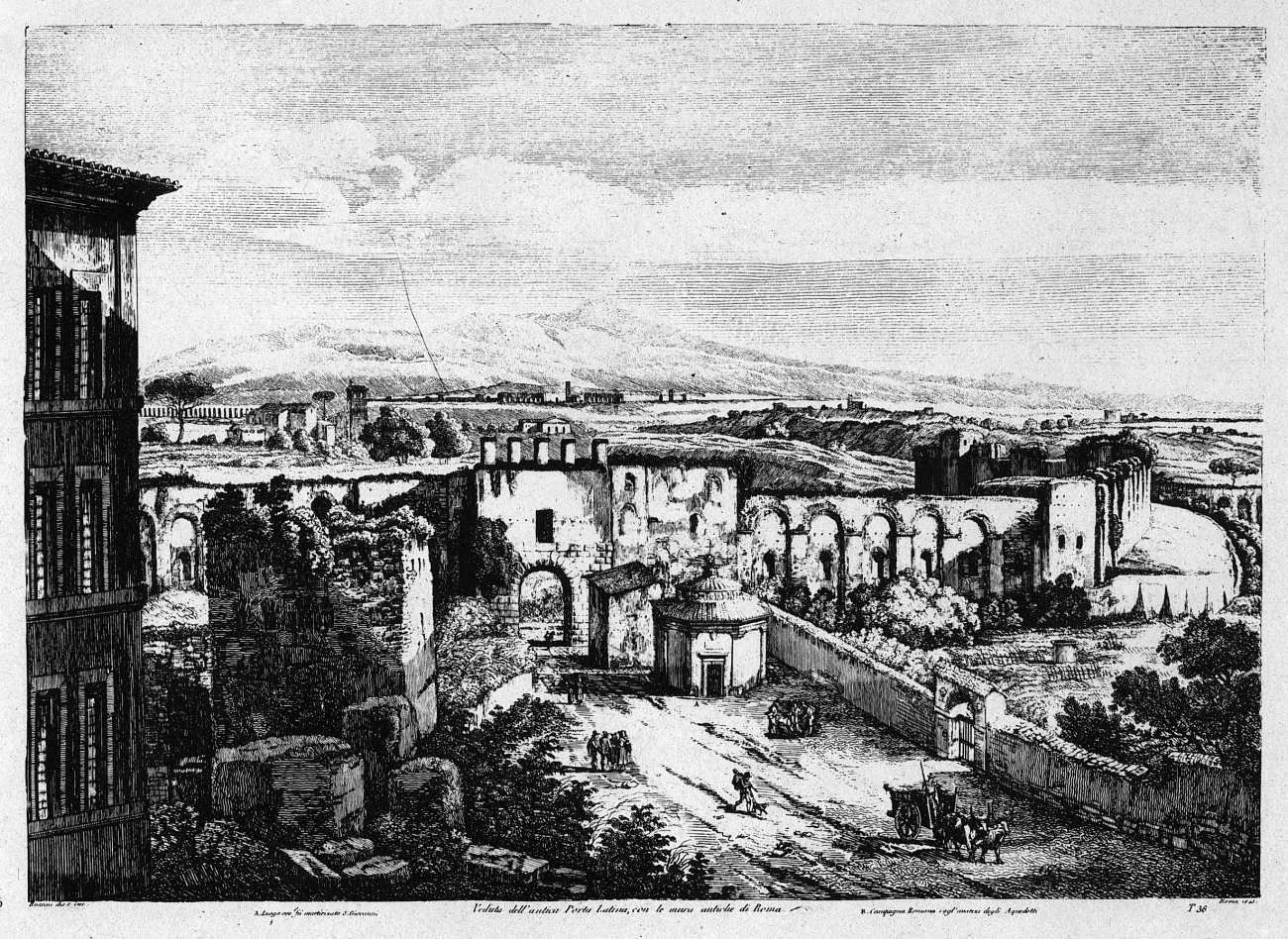
Porta Latina met de kapel, tekening van Rossini begin 18e eeuw